# James Cole
James Cole, rodným jménem Daniel Ďurech, (* 20. února 1984 Brandýs nad Labem) je český rapper. Je členem kultovní skupiny Supercrooo spolu s Hugo Toxxxem. Byl dlouholetým členem labelu Bigg Boss, který v roce 2017 po neshodách opustil. Je známý také díky projektům jako Orikoule, Kapitán Láska nebo Nadzemí. Často spolupracoval s rappery jako Vladimir 518, Orion, LA4 nebo Ektor. Je známý také tím, že často experimentoval s žánry a proto mnoho jeho desek je alternativních a nejsou tradiční rapové. Je také podporovatelem legalizace konopí a hojně se angažuje ohledně tohoto tématu.

## Hudební kariéra
Narodil se 20. února roku 1984 v Brandýse nad Labem. Později se přestěhoval na pražský Žižkov, kde našel svoje hobby a to Hip Hop. Hip-hopové uskupení s názvem K.O. Kru založili Hack (Hugo Toxxx) s Phatem (James Cole) kolem roku 1998. Cole v roce 2002 začal nahrávat u P.A.trick records, avšak v polovině desky odešel a nahrál své sólové album Frekvence P.H.A.T. u labelu Terrorist? (předchůdce labelu Bigg Boss). Později s Hugo Toxxxem založili dnes již kultovní Supercrooo, kdy vydali jejich první desku Toxic Funk, která v mnoha ohledech změnila v té době techniku rapu a otevřela dveře pro novou změnu. V roce 2005 společně s Toxxem a dvěma producenty : Ristem a Lucasem Skunkwalkerem, založil projekt DIXXX a v rámci tohoto projektu vydali desku se stejnojmenným názvem. Zároveň v tomto roce vydali Supercrooo svou zatím poslední desku a to České kuře: Neurofolk, která však neměla takový úspěch a odezvu jako jejich debutová deska Toxic Funk. V roce 2006 vyšla prodložená verze desky DIXXX. V letech 2005 - 2006 se Cole objevil na albu skupiny PSH nebo na druhém sólovém albu rappera Oriona.
V roce 2006 se James Cole stal členem nově vzniklého labelu Bigg Boss, v kterém byl dlouho prominentním členem. V roce 2007 se objevil jako host na debutové desce Panoptikum, od rappera LA4, taktéž člen labelu Bigg Boss. V roce 2008 se toho odehrálo hned několik. Objevil se jako host na debutových deskách rapperů Vladimir 518 (Gorila vs. Architekt) a Huga Toxxxe (Rok Psa). Zároveň vydal s rapperem Orionem desku Orikoule, která byla velice dobře přijata kritikou. Na desce také hostovali například Vec, Hugo Toxxx nebo polský rapper Tede. V roce 2009 vydal James Cole druhou sólovu desku Kapitán Láska, která je netradiční tím, že se odklonila od tradičního rapu a neobsahuje žádné hosty. Na desce se produkčně podílel také Risto nebo Yarda Helešic (Support Lesbiens). V letech 2009 - 2010 hostoval na desce PSH nebo LA4 a v roce 2010 vydal svojí třetí sólovou desku a to Halucinace Z Třetího Patra. V roce 2011 vydal společně s DJ Scarface experimentální desku s názvem Jed na Krysy. V roce 2012 hostoval na druhé desce Vladimira 518 a zároveň spoluzaložil projekt Nadzemí, jehož členy byli i rapper LA4 a DJ Mike Trafik. Projekt Nadzemí vydal i stejnojmenné EP. V roce 2013 vydal svojí čtvrtou desku Moby Dick. V následujících letech hostoval na deskách rapperů jako Ektor, Orion nebo LA4. V roce 2016 vydal svojí pátou desku Orfeus, na které hostovali například Ektor nebo Vladimir 518.
V červenci 2017 odešel z neznámých důvodů z labelu Bigg Boss, kde byl členem téměř 11 let. Později však v jednom z rozhovorů uvedl, že důvody pro odchod byli zejména jiné názory ostatních členů či neshody mezi ostatními členy. Od té doby však již vůbec nespolupracuje s rappery ze skupiny PSH, které ani jak sám říká, od doby odchodu neviděl. Po odchodu z labelu Bigg Boss vydal desku Stanley Kuffenheim. V období pandemie covidu-19 vydal dvě nové desky a to M.R.D na které hostovali například Mc Gey nebo Hugo Toxxx a G.O.A.T na které se objevila nová jména jako ICY L nebo PTK. V roce 2022 vydal desku s názvem ALIEN, na které hostují rappeři Nik Tendo, Hugo Toxxx nebo Karlo. V roce 2023 následovala deska DOWN4LIFE, kde hostovali Yzomandias, Nik Tendo, PTK a Idea. S Ideou v roce 2025 spojil síly na projektu DONE, kde se Idea s pomocí pár ostatních DJů postaral o produkci a James Cole o rap.

## Diskografie
Sólová tvorba (v rámci labelu Bigg Boss)
- Frekvence P.H.A.T. (2002) – LP

- Kapitán Láska (2009) – LP

- Halucinace ze třetího patra (2010) – LP

- John Vegabomb (2011) – nevydané demo nahrávky, vydány 2019 v návaznosti na crowdfundingovou kampaň k desce Stanley Kuffenheim[1]
- Moby Dick (2013) – LP
- Orfeus (2016) – LP

Sólová tvorba (po odchodu z labelu Bigg Boss)
- Stanley Kuffenheim (2018) – LP
- M.R.D (2020) – LP
- G.O.A.T (2020) – LP
- ALIEN (2022) – LP
- ALIEN : Extension Pack (2022) – EP
- DOWN4LIFE (2023) - LP
- DONE (2025) – LP

V rámci uskupení SuperCrooo (James Cole & Hugo Toxxx)
- Toxic Funk (2004) – LP
- České kuře: Neurofolk (2005) – LP

- Baby (2005) – LP
- 2CD 2 Nosáči tankujou super (2007) – LP

Další projekty
- K.O. Krů – Nádech/Náš cíl (2001) – EP
- James Cole, Hugo Toxxx, Risto & Lucas Skunkwalker – Dixxx : Limited edition (2005) – LP
- James Cole, Hugo Toxxx, Risto & Lucas Skunkwalker – Dixxx : Extended edition (2006) – LP

- James Cole & Orion – Orikoule (2008) – LP
- James Cole & DJ Scarface – Jed na krysy (2011) – LP
- James Cole & LA4 & Mike Trafik – Nadzemí (2012) – EP

## Filmografie
- Gympl (2007)
- Česká RAPublika (2008)
- 20ers - Making Of... (2008)